# Sahalin
Sahalin (rusko Сахалин) je velik otok v severozahodnem delu Tihega oceana, ki pripada Rusiji. Leži na Ruskem daljnem vzhodu ob vzhodni obali države in severno od Japonske ter je s površino 72.492 km² največji ruski otok, hkrati pa tudi 23. največji otok na svetu.
Otok upravno spada pod Sahalinsko oblast, ki vključuje še Kurilske otoke na vzhodu. Po popisu leta 2010 živi na njem približno pol milijona prebivalcev, večinoma Rusov, poleg njih pa še korejska manjšina in različna avtohtona ljudstva. Največje mesto je Južno-Sahalinsk. Zaradi negostoljubnosti je površje pretežno divje, obdelanega je le okrog odstotek, gospodarsko pomembnejše od kmetijstva pa je gozdarstvo in v novejši zgodovini izkoriščanje bogatih zalog premoga ter nafte. Poselitev je skoncentrirana na obalnih ravnicah južnega dela otoka.

## Geografija
Sahalin leži ob robu Ohotskega morja na skrajnem vzhodu Azije, od celine ga na najbližjem delu ločuje 8 km širok Preliv Nevelskega, ki je del večjega Tatarskega preliva, 42 km proti jugu leži japonski otok Hokaido, zahodno od skrajnega severa Sahalina pa je Sahalinski zaliv, širok do 160 km. Razpotegnjen je v smeri sever–jug in meri približno 950 km v dolžino ter na najširšem delu 160 km v širino.
Severna tretjina otoka je nižinska, preostanek pa predstavljajo sicer dokaj nizka, a zaradi razbrazdanosti težko prehodna gorovja. V smeri sever–jug poteka razkolna dolina, ki jo obdajata vzhodno in zahodno gorovje, pri čemer je slednje geološko mnogo starejše. Celotno območje je tektonsko aktivno, z rednimi močnimi potresi.
Območje ima zaradi oceanskih tokov hladno monsunsko podnebje in kljub legi na zgolj približno 50° severne zemljepisne širine (primerljivo s Slovenijo) najvišja temperatura tudi poleti ne preseže 15 °C, pozimi pa lahko pade do –20 °C ali manj. Zaradi mraza in velike vlažnosti površje prekrivajo tajga, močvirja in obalna travišča. Nekoliko toplejši in zato mnogo bujneje poraščen je le skrajni jugozahod, ki je pod vplivom toplejšega lokalnega toka.
Najdaljši reki na Sahalinu sta Tim in Poronaj, ki sta dolgi približno 330 oziroma 350 kilometrov. Tim teče v smeri severa in severovzhoda, vsebuje številne brzice in plitvine, medtem ko je na približno 80 kilometrih njegovega toka plovba mogoča s pomočjo manjših čolnov. Poronaj teče v smeri juga in jugovzhoda, medtem ko na južnem delu Sahalina najdemo še tri potoke.
V bližini Sahalina ležita dva manjša otoka: Moneron in Uš. Moneron je edina kopenska masa v Tatarskem prelivu. Dolg je 7,2 in širok 5,6 kilometra ter leži približno 44 kilometrov zahodno od obale Sahalina in približno 76 kilometrov od pristaniškega mesta Nevelsk. Otok Uš leži v bližini severne obale Sahalina.

## Zgodovina
Otok so prvi z juga naselili japonski ribiči, sredi 19. stoletja pa s severa še Rusi. Leta 1875 je Rusija pridobila celoten otok v zameno za Kurilske otoke. Takrat je bil Sahalin zloglasna kazenska kolonija. Japonci so spet pridobili južno polovico po rusko-japonski vojni (svoj del so imenovali Karafuto) in za kratek čas okupirali celoten otok med rusko revolucijo. Nadzor nad celotnim Sahalinom in Kurilskimi otoki je po koncu druge svetovne vojne prevzela Sovjetska zveza, japonsko prebivalstvo pa je bilo izseljeno.
Tudi v letih po vojni se je nadaljeval ozemeljski spor med Sovjetsko zvezo in Japonsko. Japonska se je leta 1951 odrekla ozemeljskim zahtevam na Sahalinu, še vedno pa je sporno lastništvo Kurilskih otokov.

### Fiksne povezave
Zamisel o vzpostavitvi fiksne povezave med Sahalinom in ruskim kopnim je bila prvič predstavljena v 30. letih 20. stoletja. V 40. letih 20. stoletja je bil storjen nedokončan poskus povezave otoka z 10-kilometrskim podmorskim predorom. Projekt je opustil predsednik vlade Nikita Hruščov. Leta 2000 je ruska vlada zamisel oživela in dodala predlog, da bi lahko med Sahalinom in japonskim otokom Hokaido zgradili 40 kilometrov dolg most, ki bi Japonski omogočil neposredno povezavo z evroazijsko železniško mrežo. Trdilo se je, da bi se lahko gradbena dela začela že leta 2001. Japonska vlada je idejo sprejela skeptično in verjetno je bila trajno odložena, potem ko so bili stroški ocenjeni na 50 milijard dolarjev.
Novembra 2008 je ruski predsednik Dimitrij Medvedjev napovedal vladno podporo gradnji predora Sahalin, skupaj z zahtevano prenovo otoških železnic do ruskega standardnega profila, po ocenjenih stroških 300-330 milijard rubljev.
Julija 2013 je ruski minister za razvoj Daljnega vzhoda Viktor Išajev predlagal železniški most, ki bi povezal Sahalin z ruskim kopnim. Prav tako je ponovno predlagal most med Sahalinom in Hokaidom, kar bi lahko ustvarilo neprekinjen železniški koridor med Evropo in Japonsko. Leta 2018 je predsednik Vladimir Putin naročil študijo izvedljivosti za projekt celinskega mostu.

## Mednarodne povezave
- Gig Harbor, Washington, ZDA
- provinca Čedžu, Južna Koreja